# Photorécepteur (biologie)
Pour les articles homonymes, voir photorécepteur.
Suivant le contexte, le terme photorécepteur peut désigner :
1. un neurone sensoriel sensible à la lumière que l'on trouve sur la couche postérieure de la rétine (on parle alors de cellule photoréceptrice ou neurone photorécepteur) ;
2. la molécule qui assure la transduction de l'énergie lumineuse en signal biochimique au sein de la cellule photoréceptrice ;
3. une protéine photoréceptrice ou activée par certaines longueurs d'onde de la lumière, y compris chez les bactéries, champignons et les plantes ; ces dernières disposent de plusieurs types de photorécepteurs différents[1], dont les cryptochromes.

Les cryptochromes (présents chez de nombreux animaux et plantes) ne sont activés que par la lumière bleue ou bleue-verte du spectre visible,, mais qui sont également sensible à un  champ magnétique ou électromagnétique.

Les observations faites sur une plante modèle (Arabidopsis thaliana), laissent penser que chez les plantes, les cryptochromes agissent synergiquement avec les phytochromes,.

## Généralités

### Chez les mammifères et l'Homme

Structure des cônes et des bâtonnets.

Les cellules photoréceptrices peuvent grâce à leur capacité d'adaptation répondre à de très faibles intensités lumineuses arrivant dans l'œil (dans des conditions expérimentales précises, un photon seul peut suffire à les stimuler). Elles existent sous deux formes :
- les cônes (5-10 % des photorécepteurs), à réponses rapides et sensibles suivant leur type à différentes gammes de longueur d'onde de la lumière, permettent donc de voir les couleurs, mais aussi d'avoir une vision nette (forte acuité visuelle). Ils peuvent être stimulés avec un minimum expérimental de 100 photons. Ils sont composés principalement d'un pigment photosensible, la iodopsine, qui est présente sous trois types, caractérisant la longueur d'onde de la lumière que chaque pigment peut capter :
  - les cônes bleus contenant majoritairement de l'iodopsine « S » (400 nm à 500 nm avec un pic à 470 nm) ;
  - les cônes verts contenant majoritairement de l'iodopsine « M » (450 nm à 650 nm avec un pic à 530 nm) ;
  - les cônes rouges contenant majoritairement de l'iodopsine « L » (450 nm à 700 nm avec un pic à 600 nm).
- les bâtonnets, plus lents et plus grands, dont il n’existe qu'un seul type (mais qui possède plus de pigments photorécepteurs que le cône), permettent la vision nocturne mais pas la vision des couleurs. Ils permettent aussi la vision périphérique.

#### Propriétés fonctionnelles du neurone photorécepteur chez les mammifères
La réponse analogique des photorécepteurs à la puissance lumineuse suit approximativement une loi logarithmique de telle sorte que la comparaison de différentes réponses mesure des rapports de puissance lumineuse.
Ils diffusent cette activité grâce à leurs synapses avec les cellules bipolaires et horizontales, de telle sorte que les activités de ces cellules sur la surface rétinienne forment une image des contrastes lumineux. Ce signal est ensuite propagé en avant des cellules bipolaires jusqu'aux cellules ganglionnaires. Les cellules horizontales et amacrines jouent alors un rôle important en propageant en même temps le signal latéralement dans la rétine.

### Chez les cyanophycées
Les cyanophycées sont des bactéries à capacité photosynthétique. Elles disposent de photorécepteurs dits cyanobactériochromes (CBCR). Ces derniers utilisent une photoisomérisation induite par la lumière des chromophores de biline liés pour réguler l'expression de certains gènes, le mouvement directionnel et la communication cellule-cellule chez la cyanobactérie.
Au sein de la superfamille des phytochromes réagissant à une très large gamme spectrale ; du proche UV au rouge lointain (330 à 760 nm), les CBCR sont des capteurs photoswitchchables ; ils réagissent à un rayonnement linéaire par un mécanisme basé sur la tétrapyrrole (biline).
Certains CBCR utilisent des précurseurs de chromophore 181.182-dihydrobiliverdine ou biliverdine dans leur mécanisme de détection du rouge lointain. Ces CBCR dits frCBCR. Presque tous les CBCR connus lient la phycocyanobiline (PCB), une phycobiline présente chez toutes les cyanobactéries, mais la phycobiline est beaucoup plus rare chez les phototrophes eucaryotes. La structure expliquant l'absorption du rouge lointain a été étudiée à partir du « JSC1_58120g3 », un récepteur frCBCR connu chez la cyanobactérie thermophile Leptolyngbya sp. JSC-1 .
Ces CBCR intéressent les secteurs biomédical, de l'optogénétique, de l'imagerie des tissus profonds ainsi que des biotechnologies car elles sont activées par des longueurs d'onde du « rouge lointain » : la partie du spectre lumineux qui plonge le mieux et le plus profondément dans la chair humaine et dans celle d'autres mammifères.

Les CBR pourraient donc être une source émergente de réactifs (de petite taille moléculaire), potentiellement intéressante pour la biologie synthétique et d'autres usages.